# Cryptocarya zamboangensis
Cryptocarya zamboangensis är en lagerväxtart som beskrevs av Elmer Drew Merrill. Cryptocarya zamboangensis ingår i släktet Cryptocarya och familjen lagerväxter. Inga underarter finns listade i Catalogue of Life.